# Ngày Sữa Thế giới
Ngày Sữa Thế giới là ngày lễ quốc tế do Tổ chức Lương thực và Nông nghiệp (FAO) của Liên Hợp Quốc thành lập nhằm công nhận tầm quan trọng của sữa như một loại thực phẩm toàn cầu. Ngày lễ này được cử hành vào ngày 1 tháng 6 hàng năm kể từ năm 2001. Mục đích của ngày lễ này nhằm tạo cơ hội thu hút sự chú ý đến các hoạt động có liên quan đến ngành sữa.
Ngoài ra, Ngày Sữa Thế giới còn giúp tập trung sự quan tâm vào sữa và nâng cao nhận thức về thành phần sữa trong chế độ ăn uống lành mạnh, sản xuất thực phẩm có trách nhiệm cùng hỗ trợ sinh kế và cộng đồng. Điều này được ủng hộ từ dữ liệu của FAO cho thấy rằng ngành sữa đã trợ giúp hơn một tỷ sinh kế của người dân và có hơn sáu tỷ người trên toàn thế giới tiêu thụ sữa.